# Krivany
Krivany é um município da Eslováquia, situado no distrito de Sabinov, na região de Prešov. Tem 18,87 km² de área e sua população em 2018 foi estimada em 1.242 habitantes.

## Demografia
| Ano:        | 1994 | 2004   | 2014   | 2024   |
| ----------- | ---- | ------ | ------ | ------ |
| Broj ljudi: | 1061 | 1136   | 1222   | 1281   |
| Razlika:    |      | +7,06% | +7,57% | +4,82% |

| Ano:               | 2023 | 2024   |
| ------------------ | ---- | ------ |
| Número de pessoas: | 1265 | 1281   |
| Diferença:         |      | +1,26% |